# Kehrbach Fabrik
Kehrbach Fabrik ist eine Rotte in der Marktgemeinde Langschlag im Bezirk Zwettl in Niederösterreich.

## Geografie
Die Rotte befindet sich östlich von Kehrbach an der rechten Seite der Zwettl und ist über die Landesstraße L7300 erreichbar, die von der Böhmerwald Straße abzweigt und in Kothores endet. Die linksufrig (östlich) der Zwettl liegenden Flächen zählen bereits zur Gemeinde Groß Gerungs und werden Harruck-Kehrbach genannt.

## Geschichte
In der kleinen Ortslage befand sich anfangs eine Mühle. Bereits 1805 stand das Mühlengebäude für längere Zeit leer. Anschließend wurde eine Tuch- und Leinwanderzeugung eingerichtet, welche bereits 1816 ihren Betrieb wieder einstellen musste. Von 1829 bis 1889 wurde Papier produziert. Nach deren Stilllegung wurde die Liegenschaft 1890 vom Wiener Holzwarenfabrikanten Heinrich Krätschmer erworben. Mit bis zu 120 Beschäftigten produzierte Krätschmer vor allem gedrechselte Dosen aus Holz, wozu er einen Wehrbach von der Zwettl ableitete und mit zwei Francis-Turbinen Elektrizität erzeugte, bis nach den überstandenen Kriegswirren und dem Aufkommen von Kunststoffen auch der unerwartete Tod von Heinrich Krätschmer jun. im Jahr 1925 dem Unternehmen arg zusetzte, sodass es 1934 geschlossen werden musste. Ab 1941 wurden Elektrowaren und während des Zweiten Weltkrieges Rüstungsgüter produziert, bis 1953 der Betrieb endgültig eingestellt wurde. Das Haupthaus der Fabrik wurde in den 1990ern abgebrochen.
In der Ortslage Harruck-Kehrbach gleich gegenüber befindet sich noch die „Schloss Harruck“ genannte Villa von Heinrich Krätschmer.